# لجنة الأركان العسكرية للأمم المتحدة
لجنة الأركان العسكرية (MSC) هي الجهاز الفرعي لمجلس الأمن التابع للأمم المتحدة والذي يتمثل دوره كما هو محدد في ميثاق الأمم المتحدة، في التخطيط للعمليات العسكرية للأمم المتحدة، والمساعدة في تنظيم التسلح.
على الرغم من استمرار وجود لجنة الأركان العسكرية، إلا أن جهود التفاوض بين الولايات المتحدة والاتحاد السوفيتي ودول أخرى في أواخر الأربعينيات من القرن الماضي فشلت، ومنذ ذلك الحين كانت اللجنة غير نشطة إلى حد كبير وتعمل فقط بصفة استشارية.
بموجب المادة 45 من ميثاق الأمم المتحدة فقد كان الهدف الرئيسي للجنة هو توفير طاقم قيادة لمجموعة من وحدات القوات الجوية. هذه الوحدات المقدمة من قبل الأعضاء الخمسة الدائمي العضوية في مجلس الأمن (جمهورية الصين الشعبية وفرنسا والاتحاد السوفيتي (روسيا الآن) والمملكة المتحدة والولايات المتحدة)، والتي كان من المقرر جاهزيتهم بناء على تقدير الأمم المتحدة.

## العضوية
تتكون لجنة الأركان العسكرية من رؤساء أركان الفروع العسكرية للأعضاء الدائمين في مجلس الأمن، ويمثلهم الممثلون المفوضون. يتم التناوب على رئاسة لجنة السلامة البحرية بالترتيب الأبجدي (حسب اسم الدولة) في بداية كل شهر من خلال ممثلي الأعضاء الخمسة الدائمي العضوية.